# Marienlinde (Telgte)

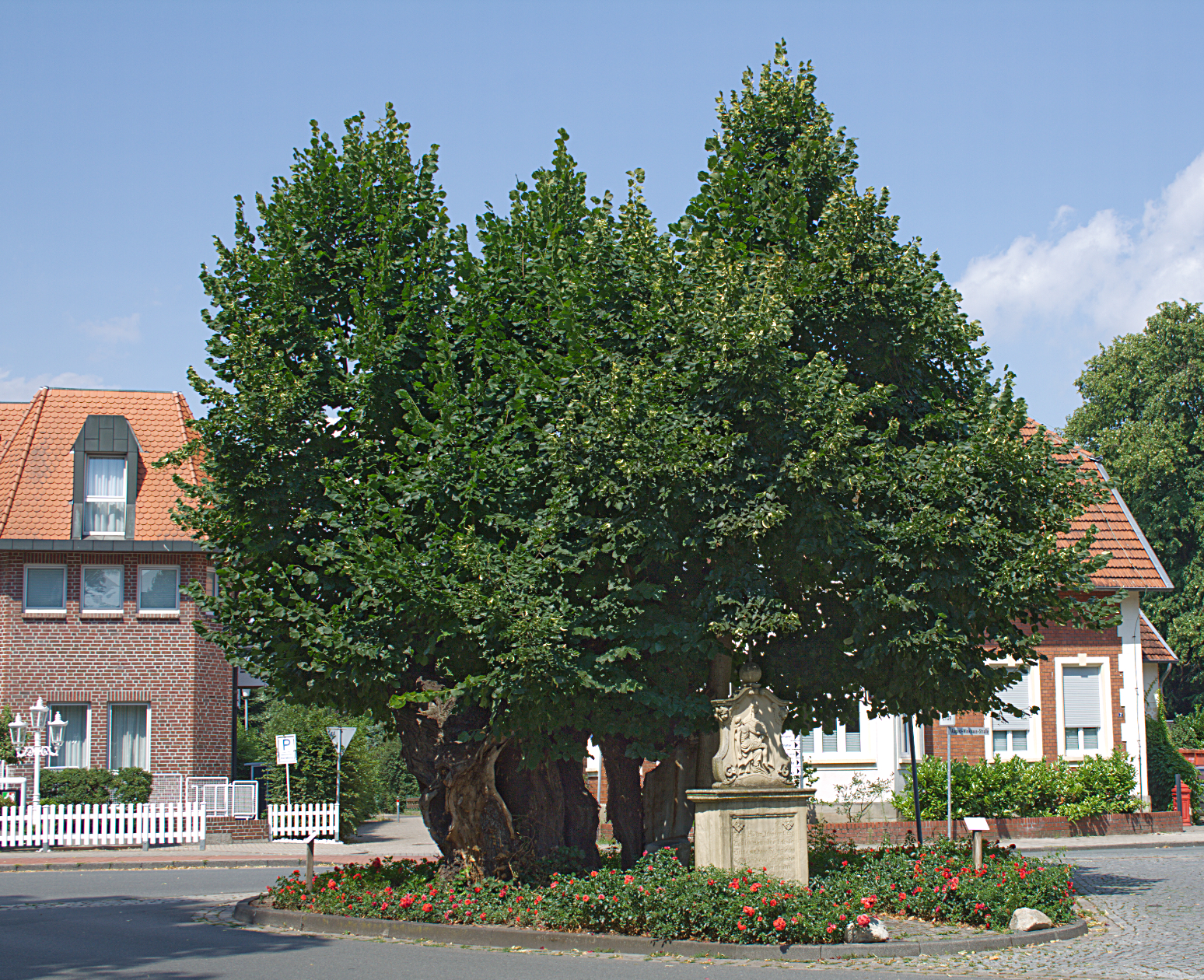
Marienlinde in Telgte, August 2013

Die Marienlinde (auch "Dicke Linde") ist eine vermutlich 750 Jahre alte, denkmalgeschützte Linde in Telgte. Sie gehört damit zu den ältesten Bäumen Deutschlands. Die markante Sommerlinde ist die letzte von ursprünglich drei Torlinden und steht als Baumveteran am Münstertor, dem nördlichen Stadttor von Telgte. Der Sage nach soll aus ihrem Holz das Telgter Gnadenbild geschnitzt worden sein. Dies, wie auch ihr Alter, machte sie zu einem Objekt der religiösen Verehrung.